# Amédée-Jean-Joseph-Jules-Stanislas Mollard
Amédée-Jean-Joseph-Jules-Stanislas Mollard, francoski general, * 1879, † 1964.